# Nathan Wiley
Nathan Wiley (né autour de 1977) est un musicien et chanteur de Summerside, Île-du-Prince-Édouard, Canada.  Sa musique est généralement un mélange de rock alternatif et de blues.

## Histoire
Wiley commence sa vie professionnelle comme guitariste dans différents projets indépendants locaux comme Electric Deadhead, The Plan, Space Opera et Evil Agents. Il est aussi membre de The Tubetracks pour une courte période de séjour en Colombie-Britannique. Son style unique de jeu de guitare contribue à la musique de ces groupes, particulièrement en surf music, sous l'influence de Dick Dale et d'autres. Durant sa participation à ces groupes, il ne chante pas, excepté pour quelques chansons de Space Opera (où il parle ou crie, sans vraiment chanter).

## Solo
En 2002 il sort son premier album en solo, Bottom Dollar, premier CD produit professionnellement, comparé aux cassettes de qualité inférieure produites dans les projets précédents. Son influence surf n'est pas encore évidente, mais ses talents comme chanteur et écrivain sont surprenants, après avoir été reconnu surtout comme guitare solo et non comme frontman. Quelques critiques musicales le comparent à Tom Waits, mais son style est plus proche de Bob Dylan.
Bottom Dollar est acclamé par les critiques : Wiley remporte le concours Definitely Not the Opera sur la CBC en 2002, puis des prix à l'East Coast Music Association et la SOCAN. Les différentes chansons de l'album sont souvent jouées sur CBC Radio. La vidéo de la chanson Bottom Dollar Baby est jouée en rotation sur la station canadienne de musique MuchMore et apparaît dans le top 40 pendant plusieurs semaines. L'album, réalisé par le groupe Sonic, est distribué par Warner Bros. Records.
L'album suivant High Low sort en 2004, et remporte également plusieurs prix et acclamations.
Le site web de Wiley proclame : "Wiley a partagé l'estrade avec des artistes comme Steve Earle, Sarah Harmer, Blue Rodeo, Ron Sexsmith, Gord Downie, The Skydiggers, Dan Bern, Kathleen Edwards, Danny Michel, Crush et Sarah Slean."

## Groupe
Son groupe se compose de ses oncles Dale DesRoches (batterie) et Tom DesRoches (basse). De temps en temps, James Phillips joue de la guitare solo. Ensemble, ces musiciens jouent aux Sweetheart Jim et Brothers Grim.

## Discographie
- Bottom Dollar (2002)
- High Low (2004)
- The City Destroyed Me (2007)